# ثيودور فون كارمان
ثيودور فون كارمان (بالإنجليزية: Theodore von Kármán)‏ (11 مايو 1881 - 6 مايو 1963) مهندس أمريكي من أصول مجرية وعالم في الرياضيات والفيزياء كان مسؤولاً عن العديد من التطورات الرئيسية في الديناميكا الهوائية والسرعة الأسرع من الصوت والهايبر سونيك ويعتبر أحد منظري الديناميكا الهوائية في القرن العشرين.

## حياته
لد ثيودور فون كارمان في بودابست في الإمبراطورية النمساوية المجرية ودرس الهندسة في جامعة رويال جوزيف التقنية بالمدينة. بعد تخرجه عام 1902 انتقل إلى الإمبراطورية الألمانية وانضم إلى لودفيج براندتل في جامعة غوتينغن حيث حصل على الدكتوراه عام 1908. 

### الهجرة
خوفًا من التطورات في أوروبا فيما يتعلق بالنازية، قبل كارمان في عام 1930 إدارة مختبر غوغنهايم للطيران في معهد كاليفورنيا للتقنية.
في عام 1936، تعاقد كارمان مع الخدمات القانونية لأندرو جي. هالي لتشكيل شركة ايروجت مع فرانك مالينا ومعاونهم التجريبي في مجال الصواريخ جاك بارسونز، لتصنيع محركات صاروخ جاتو. أصبح فيما بعد مواطنًا متجنسًا في الولايات المتحدة الامريكية.
أدى النشاط الألماني خلال الحرب العالمية الثانية إلى زيادة الاهتمام العسكري الأمريكي بأبحاث الصواريخ. في أوائل عام 1943، أرسلت شعبة الهندسة التجريبية التابعة لقيادة المواد بالقوات الجوية الأمريكية إلى كارمان تقارير من مصادر استخبارات بريطانية تصف الصواريخ الألمانية القادرة على السفر لأكثر من 160 كيلومتر. في رسالة مؤرخة في 2 أغسطس 1943 ، قدم كارمان للجيش تحليله وتعليقاته على البرنامج الألماني. 
في عام 1944 أسس هو وآخرون منتسبون مختبر الدفع النفاث وهو الآن مركز أبحاث وتطوير ممول اتحاديًا يديره ويديره معهد كاليفورنيا للتقنية بموجب عقد من وكالة ناسا . في عام 1946 أصبح أول رئيس للمجموعة الاستشارية العلمية التي درست تقنيات الطيران للقوات الجوية للجيش الأمريكي. كما ساعد في تأسيس مجموعة الإشراف على أبحاث الديناميكا الهوائية التابعة لحلف الناتو في عام 1951، والمجلس الدولي لعلوم الطيرانفي عام 1956، والأكاديمية الدولية للملاحة الفضائية في عام 1960، ومعهد فون كارمان لديناميكيات السوائل في عام 1956.

### السنوات الاخيرة
في يونيو 1944 ، خضع فون كارمان لعملية جراحية لسرطان الأمعاء في مدينة نيويورك تسببت الجراحة في فتقين وكان تعافي كارمان بطيئًا. في أوائل سبتمبر بينما كان لا يزال في نيويورك التقى بقائد القوات الجوية الأمريكية الجنرال هنري أرنولد على مدرج في مطار لاغوارديا ثم اقترح أرنولد أن ينتقل كارمان إلى العاصمة واشنطن لقيادة المجموعة الاستشارية العلمية ويصبح مستشار التخطيط بعيد المدى للجيش. عاد كارمان إلى باسادينا في منتصف سبتمبر وعُيِّن في منصب قائد المجموعة الاستشارية العلمية في 23 أكتوبر عام 1944 وغادر معهد كاليفورنيا للتقنية في ديسمبر 1944.
في سن 81 حصل كارمان على قلادة العلوم الوطنية منحها الرئيس جون كينيدي في حفل البيت الأبيض وقد تم تكريمه لدور الفعال في الهندسة والعلوم وهندسة الطيران والفضاء والمساهمات في العديد من مجالات الميكانيكا ولتعزيزه للتعاون الدولي في العلوم والهندسة. " 
توفي في رحلة إلى آخن في ألمانيا الغربية في عام 1963 وأعيد جثمانه إلى الولايات المتحدة ليتم دفنه فيها.